# Diócesis de Hưng Hóa
La diócesis de Hưng Hóa (en latín: Dioecesis Hung Hoaen(sis) y en vietnamita: Giáo phận Hưng Hóa) es una circunscripción eclesiástica latina de la Iglesia católica en Vietnam, sufragánea de la arquidiócesis de Hanói. La diócesis tiene al obispo Cosme Hoàng Van Dat, S.I. como su ordinario desde el 4 de agosto de 2008. 

## Territorio y organización
La diócesis tiene 58 000 km² y extiende su jurisdicción sobre los fieles católicos de rito latino residentes en las provincias de Phú Thọ (excepto el área de Bạch Hạc), Yên Bái, Lào Cai, Lai Châu, Điện Biên y Sơn La, una parte de la provincia de Hòa Bình (ciudad y distritos de Cao Phong, Đà Bắc, Lạc Sơn, Mai Châu y Tân Lạc), parte de la provincia de Hà Giang (en la margen derecha del río Lô), parte de la provincia de Tuyên Quang (en la margen derecha del río Lô) y el distrito de Sơn Tây en el municipio de Hanói (antigua provincia de Sơn Tây).
La sede de la diócesis se encuentra en la ciudad de Sơn Tây, en donde se halla la Catedral de Santa Teresa del Niño Jesús.
En 2019 en la diócesis existían 116 parroquias.

## Historia
El vicariato apostólico de Alto Tonkín fue erigido el 15 de abril de 1895 con el breve Sublimis hic Apostolicae del papa León XIII, obteniendo el territorio del vicariato apostólico de Tonkín Occidental (hoy arquidiócesis de Hanói).
El 3 de diciembre de 1924 asumió el nombre de vicariato apostólico de Hưng Hóa en virtud del decreto Ordinarii Indosinensis de la Congregación de Propaganda Fide.
El 24 de noviembre de 1960 el vicariato apostólico fue elevado a diócesis con la bula Venerabilium Nostrorum del papa Juan XXIII.

## Estadísticas
De acuerdo al Anuario Pontificio 2020 la diócesis tenía a fines de 2019 un total de 252 796 fieles bautizados.
| Año                                                                             | Población            | Población | Población      | Sacerdotes | Sacerdotes    | Sacerdotes    | Bautizados por sacerdote | Diáconos permanentes | Religiosos | Religiosos | Parroquias |
| Año                                                                             | Bautizados católicos | Total     | % de católicos | Total      | Clero secular | Clero regular | Bautizados por sacerdote | Diáconos permanentes | Varones    | Mujeres    | Parroquias |
| ------------------------------------------------------------------------------- | -------------------- | --------- | -------------- | ---------- | ------------- | ------------- | ------------------------ | -------------------- | ---------- | ---------- | ---------- |
| 1949                                                                            | 67 568               | 1 200 000 | 5.6            | 70         | 52            | 18            | 965                      |                      |            | 65         | 42         |
| 1962                                                                            | 70 181               | 1 920 000 | 3.7            | 32         | 32            |               | 2193                     |                      |            | 34         | 23         |
| 1979                                                                            | 100 000              | 5 000     | 2.0            | 25         | 25            |               | 4000                     |                      |            |            | 34         |
| 1993                                                                            | 172 450              | 7 384 600 | 2.3            | 17         | 17            |               | 10 144                   |                      |            | 65         | 40         |
| 2000                                                                            | 182 346              | 6 042 285 | 3.0            | 18         | 18            |               | 10 130                   |                      |            | 84         | 73         |
| 2001                                                                            | 191 245              | 7 145 623 | 2.7            | 16         | 16            |               | 11 952                   |                      |            | 97         | 76         |
| 2002                                                                            | 196 417              | 7 161 872 | 2.7            | 17         | 17            |               | 11 553                   |                      |            | 102        | 77         |
| 2003                                                                            | 197 436              | 6 352 194 | 3.1            | 24         | 24            |               | 8226                     |                      |            | 102        | 73         |
| 2004                                                                            | 198 000              | 6 350 000 | 3.1            | 24         | 24            |               | 8250                     |                      |            | 112        | 73         |
| 2006                                                                            | 205 020              | 6 581 000 | 3.1            | 35         | 35            |               | 5857                     |                      |            | 142        | 73         |
| 2013                                                                            | 235 500              | 7 263 000 | 3.2            | 71         | 62            | 9             | 3316                     |                      | 9          | 246        | 94         |
| 2016                                                                            | 243 000              | 7 506 000 | 3.2            | 95         | 81            | 14            | 2557                     |                      | 16         | 314        | 116        |
| 2019                                                                            | 252 796              | 7 747 365 | 3.3            | 139        | 107           | 32            | 1818                     |                      | 32         | 380        | 116        |
| Fuente: Catholic-Hierarchy, que a su vez toma los datos del Anuario Pontificio. |                      |           |                |            |               |               |                          |                      |            |            |            |

## Episcopologio
- Paul-Marie Ramond, M.E.P. † (18 de abril de 1895-21 de mayo de 1938 renunció)
- Gustave-Georges-Arsène Vandaele, M.E.P. † (21 de mayo de 1938 por sucesión-21 de noviembre de 1943 falleció)
- Jean-Maria Mazé, M.E.P. † (11 de enero de 1945-5 de marzo de 1960 renunció)
- Petrus Nguyên Huy Quang † (5 de marzo de 1960-14 de noviembre de 1985 falleció)
- Joseph Phan Thé Hinh † (14 de noviembre de 1985 por sucesión-22 de enero de 1989 falleció)
- Joseph Nguyên Phung Hiêu † (3 de diciembre de 1990-9 de mayo de 1992 falleció)
- Antoine Vu Huy Chuong (5 de agosto de 2003-1 de marzo de 2011 nombrado obispo de Ðà Lat)
- Jean Marie Vu Tât (1 de marzo de 2011-29 de agosto de 2020 retirado)[5]
- Dominic Hoang Minh Tien, desde el 18 de diciembre de 2021